# دریاچه الکسیس
دریاچه الکسیس یک دریاچه در شهرستان چیساکو، مینه‌سوتا، در ایالات متحده آمریکا است.
این دریاچه به خاطر جان پی. الکسیس، یکی از ساکنان اولیه این منطقه نامگذاری شده‌است.